# Медаль «Ветеран Комитета национальной безопасности Республики Казахстан»
Медаль «Ветеран Комитета национальной безопасности Республики Казахстан» – ведомственная награда Комитета национальной безопасности Республики Казахстан. Учреждён на основании Указа Президента Республики Казахстан от 27 мая 2002 года № 882 «О некоторых вопросах символов и ведомственных наград органов национальной безопасности Республики Казахстан». Указом Президента Республики Казахстан от 14 сентября 2012 года за № 377 в описание медали внесены изменения.

## Положение
Награждаются военнослужащие органов национальной безопасности Республики Казахстан, положительно характеризуемые по службе и имеющую военную выслугу в органах КГБ-КНБ Республики Казахстан 25 и более лет в календарном исчислении.
В выслугу лет засчитывает служба в органах КГБ-КНБ Республики Казахстан, учеба в военно-учебных заведениях, а также срочная служба.

## Описание знака

### с 2002 по 2012 годы

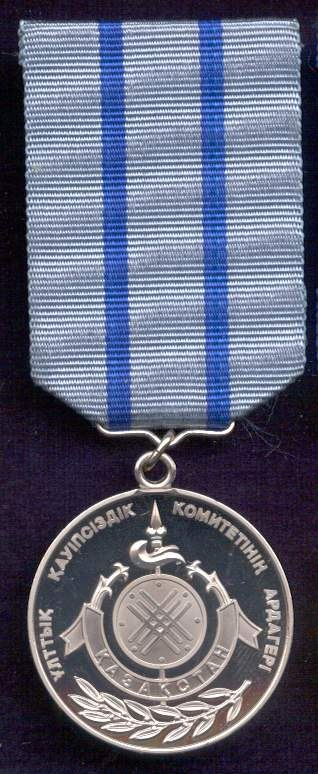
Медаль образца 2002 года

Медаль «Қазақстан Республикасы Ұлттық қауіпсіздік комитетінің ардагері» представляет собой металлический круг серебристого цвета диаметром 34 мм с объемным изображением эмблемы органов национальной безопасности – круглого щита диаметром 12 мм. На щите изображен выполненный объемно стилизованный шанырак (символизирует дом, государство). Ширина линий на шаныраке 0,6 мм, длина – 9 мм, расстояние между линиями 0,6 мм. Диаметр точек на шаныраке 0,6 мм.
Под щитом размещена лента шириной 2,6 мм и длиной 30 мм. На ленте изображена надпись «ҚАЗАҚСТАН». Высота букв 1,7 мм. Над загибами ленты симметрично расположен орнамент в виде листьев тюльпана и распускающегося цветка, символизирующего расцвет государства. В центре под щитом вертикально расположено копьё, толщина древка 0,6 мм, высота вершины копья 6 мм. Размеры изображения талисмана у наконечника копья 3,5 х 7 мм.
Медаль по диаметру имеет выступающий бортик высотой 1 мм и шириной 1,5 мм. Вдоль бортика по часовой стрелке текст «Ұлттық қауіпсіздік комитетінің ардагері». Высота букв 1,2 мм. Текст выполнен объемно. Под эмблемой КНБ расположена объемная лавровая ветвь (символизирует долг, славу, доблесть). Её размеры 23 х 5 мм.
Медаль с помощью ушка и кольца крепится к шестиугольной колодке, обтянутой шелковой тканью серого цвета с двумя полосками синего цвета. Высота колодки 55 мм, ширина 34 мм. Ширина полосок 3 мм, расстояние между полосками 10 мм, между краем колодки и полосками – по 9 мм.
На обороте колодки имеется соответствующее приспособление для крепления к одежде награждённого.

### с 2012 года
Медаль представляет собой металлический круг серебристого цвета диаметром 34 мм. Медаль по краю имеет выступающий бортик высотой 1 мм и шириной 1,5 мм. В центре круга семиконечная звезда с покрытыми эмалью бордового (темно-красного) цвета лучами с выпуклыми гранеными вершинами, расположенная на основании с семью тупоугольными лучами серебристого цвета. Диаметр по вершинам звезды 30 мм, ширина граней 1 мм. Поверхность знака блестящая. По центру звезды - серебристый щит диаметром 20 мм, в центре которого стилизованное изображение шанырака диаметром 14 мм. По кругу на малом щите помещена надпись на государственном языке «ҰЛТТЫҚ ҚАУІПСІ3ДІК КОМИТЕТІНІҢ АРДАГЕРІ». Все детали и надпись на знаке выполнены серебристым (белым) цветом. Рельеф медали блестящий.
Медаль с помощью ушка и кольца крепится к шестиугольной колодке размером 44 х 32 мм, обтянутой шелковой муаровой лентой серого цвета, с двумя полосками синего цвета шириной 3 мм. Расстояние между полосками 8 мм, между краями колодки и полосками по 9 мм.
Медаль при помощи булавки с визорным замком крепится к одежде.